# CEMSA Caproni F.11

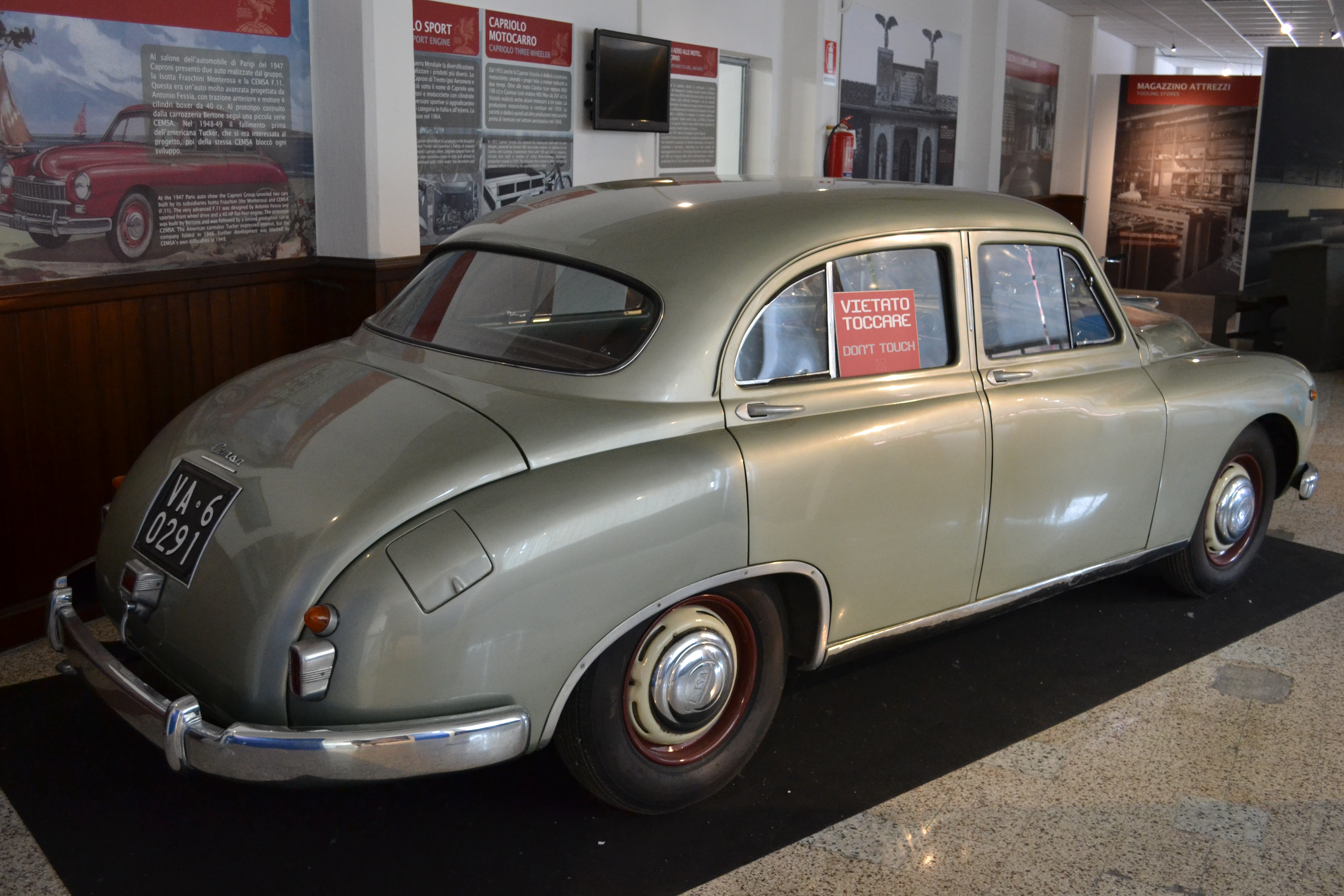
CEMSA Caproni F.11 (vue 3/4 arrière)

La CEMSA Caproni F.11 est le premier et unique modèle d'automobile fabriqué par CEMSA, filiale du groupe aéronautique Caproni, conçu par l'ingénieur Antonio Fessia, entre 1946 et 1947. Seuls 10 exemplaires ont été fabriqués.

## Histoire

### Le contexte
La société CEMSA - Costruzioni Elettro Meccaniche di Saronno était une entreprise italienne créée en 1925 et spécialisée dans la production de locomotives à vapeur et électriques. À partir de 1946, elle se diversifie dans la construction automobile.
Les origines de l'entreprise remontent à 1887 avec la création à Saronno, au nord de Milan, en Italie, d'une entreprise de construction de locomotives à vapeur, la société Costruzioni Meccaniche di Saronno. 
L'activité ferroviaire fut très intense de 1887 à 1913. À partir de 1894, après une modification dans la répartition du capital, la société se lance dans la construction automobile et acquiert une licence pour fabriquer la Peugeot Type 3. 
Durant la Première Guerre mondiale, l'entreprise, comme toutes les entreprises des pays en guerre, a été convertie pour fabriquer du matériel militaire au titre de l'effort de guerre. Dès la fin des hostilités, la société est rachetée par l'ingénieur Nicola Romeo, déjà propriétaire de la "Società Anonima Ing. Nicola Romeo & Co" et d'Alfa Romeo. Il intègre la société dans le groupe nouvellement créé : CEMSA - Costruzioni Elettro Meccaniche di Saronno.

### La CEMSA Caproni F.11
La CEMSA Caproni F.11 est une automobile qui comportait des caractéristiques techniques révolutionnaires pour son époque. Elle dispose de quatre roues à suspensions indépendantes et de la traction avant. À cause de grosses difficultés financières de la société dans une période où tous les efforts se concentrent sur la reconstruction du pays plutôt que sur les moyens luxueux et novateurs de déplacement, elle ne sera jamais produite en série. Seuls 10 exemplaires ont été fabriqués entre 1946 et 1947. Pour tous les spécialistes, elle est considérée comme le prototype de la Lancia Flavia de 1960, conçue par le même ingénieur Fessia. 
L'ingénieur Antonio Fessia a travaillé pendant plus de vingt ans chez le géant turinois Fiat, où il était directeur du bureau d'études central sous la direction de Dante Giacosa. Il participa notamment à la conception des modèles Fiat 508 Balilla, Fiat 500 Topolino et 1100 avant d'être recruté par la société CEMSA en 1946. La société CEMSA, créée en 1925 par l'ingénieur Nicola Romeo après le rachat de la société Costruzioni Meccaniche di Saronno, a subi de plein fouet les conséquences de la crise économique de 1929. Elle est rachetée en 1936 par le groupe Caproni, important constructeur italien d'avions. À la fin du conflit, au moment de la reconstruction, la société doit se convertir dans des productions de matériels civils.
La CEMSA Caproni F.11 dont le « F  » fait référence à Fessia représente la volonté du groupe Caproni d'affronter la crise économique d'après guerre en se diversifiant dans le secteur automobile, alors que d'autres sociétés du groupe se sont développées dans le domaine des motocycles alors que le groupe est très présent dans la construction aéronautique. Il s'agit d'une automobile novatrice, voire révolutionnaire, dont les caractéristiques principales concernent l'adoption de la traction avant, le moteur boxer 4 cylindres, le levier de vitesses au volant, les suspensions à 4 roues indépendantes. Le prototype était équipé d'un moteur de 1 100 cm³ développant une puissance maximum de 40 chevaux à 4 400 tours par minute. Il était prévu que les modèles de série seraient équipés d'un moteur de 1 250 cm³ développant 46 ch à 4 400 tr/min. La carrosserie à 4 portes avait été dessinée par le bureau d'études interne avec la participation finale de la Carrozzeria Bertone.
La conception complète et les premiers exemplaires prototypes de la CEMSA Caproni F.11 ont été construits en quelques mois. La voiture a été présentée au 34º Salon de l'automobile de Paris du 23 octobre au 5 novembre 1947. La société américaine  Tucker Car Corp de Preston Tucker a été séduite par le prototype et s'engagea auprès du nouveau constructeur italien pour importer rapidement 1 000 exemplaires du modèle mais la compagnie américaine a fait faillite en 1949 et le contrat n'a jamais été mis en vigueur,.
Le groupe Caproni continua à croire au fort potentiel de la voiture et va investir dans la transformation et l'équipement de production d'un de ses ateliers pour lancer la construction en série sur le site industriel de Taliedo qui, depuis sa construction, n'avait fabriqué que des avions. Au printemps 1949, la voiture a été exposée au Salon de l'automobile de Turin où elle a recueilli d'excellents commentaires. L'année 1949 sera marquée par une aggravation des difficultés financières qui avaient débuté dès la fin de la Seconde Guerre mondiale avec la reconversion des usines. Pour assurer sa survie, la direction du groupe choisit de sacrifier CEMSA qui demandait encore de nouveaux investissements impossibles à assumer. La fin de la F.11 était annoncé.
Au total, dix exemplaires prototypes et modèles de présérie, ont été fabriqués. Un exemplaire a été acheté par le constructeur automobile belge Minerva qui s'était porté acquéreur de l'outillage de production et des licences de fabrication pour la produire en Belgique. Cet exemplaire de F.11 a été exposé avec succès en 1953 au 36e Salon de l'automobile de Bruxelles (17-28 janvier 1953), mais l'entreprise belge, aussi en grande difficulté financières, fait faillite et disparaît. Un autre exemplaire est resté chez Tucker Car Corp, tandis que deux sont restés en Italie : l'un est exposé depuis 2012, au Musée de l'aéronautique dans le secteur lié à l'histoire du groupe Caproni de Volandia, l'autre est exposé au Musée de l'Industrie et du Travail de Saronno. Cinq exemplaires ont été vendus à des clients privés de Saronno avec un moteur supplémentaire pour servir de pièces détachées d'origine.
En 1955, Antonio Fessia est recruté par le constructeur automobile Lancia comme directeur technique et va pouvoir mettre en œuvre l'expérience accumulée avec le projet de la F.11 pour réaliser la Lancia Flavia qui sera lancée en 1960 et qui sera une des toutes premières automobiles de ce segment disposant de la traction avant à obtenir un grand succès commercial,.